# 1970年のエベレスト遭難事故

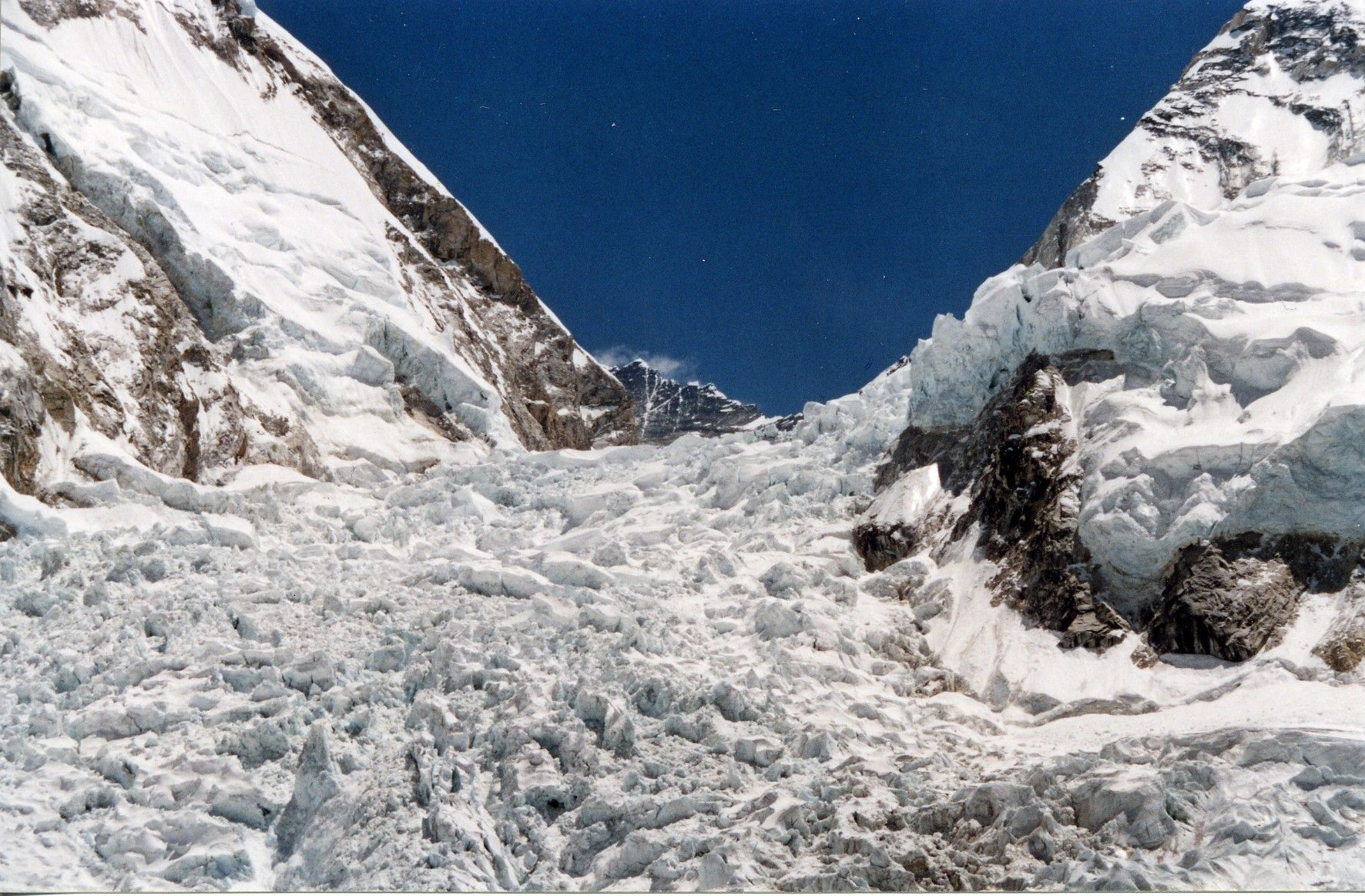
アイスフォール（氷瀑）は、2014年にも数多くの犠牲者を出した。

1970年4月5日、6人のネパール人シェルパがエベレストで命を落とした。アイスフォール（氷瀑）の雪崩による遭難であった。このアイスフォールは、ベースキャンプと第一キャンプの間にあり、2014年のエベレスト遭難事故を含め、多数の死者を出している場所である。シェルパたちは、エベレストで最初にスキー滑降をする三浦雄一郎を含む日本エベレスト・スキー探検隊の支援をしていた。シェルパたちの名は、ミマ・ノルブ (Mima Norbu)、ニマ・ドルジェ (Nima Dorje)、ツェリング・ターキー (Tshering Tarkey)、パサング (Pasang)、クンガ・ノルブ (Kunga Norbu)、カミ・ツェリング (Kami Tshering) といった。さらに、その4日後、セラックから落下した氷塊によってキャク・ツェリング (Kyak Tsering) が遭難死したが、彼は日本山岳会エベレスト登山隊に加わっていた。
なお、日本山岳会エベレスト登山隊では、日本人隊員のひとり成田潔思が4月21日に第一キャンプで体調を崩し、死去している。5月11日に日本人初登頂を果たした松浦輝夫と植村直己は、エベレストの頂上に成田の遺髪と写真を埋めた。